# Lieuwe Westra
Lieuwe Westra (Molenend, 11 september 1982 – Zwaagdijk, 14 januari 2023) was een Nederlands wielrenner.

## Loopbaan
In 2009 nam Westra deel aan de Ronde van Spanje, zijn eerste grote ronde. Hij reed de Vuelta uit en eindigde in de laatste lange tijdrit als tiende. In de tweede rit werd hij uitgeroepen tot strijdlustigste renner. In 2010 pakte hij het brons bij het NK tijdrijden, achter Jos van Emden en Koos Moerenhout.
Seizoen 2011 begon goed voor Westra. In de tijdrit van de Ronde van de Algarve hoefde hij alleen Tony Martin voor te laten en werd hij derde in het eindklassement. In Parijs-Nice reed hij een aanvallende koers en kon hij ook in de tijdrit met de besten mee. Zijn goede vorm resulteerde in het winnen van de Classic Loire-Atlantique, een Franse klassieker. De Driedaagse van De Panne vormde het voorlopige hoogtepunt, met een tweede plek in de eerste etappe en de leiderstrui na rit twee. In 2011 maakte Westra deel uit van de selectie van Vacansoleil-DCM voor de Ronde van Frankrijk.
In 2012 verraste Westra in Parijs-Nice. Hij won de vijfde etappe met finish bergop en werd tweede in de afsluitende tijdrit. Ook in het algemeen klassement eindigde hij als tweede, met slechts acht seconden achterstand op winnaar Bradley Wiggins. In de Driedaagse van De Panne-Koksijde en de Ronde van België eindigde hij, net als in Parijs-Nice, als tweede in het algemeen klassement. Op 20 juni werd hij voor het eerst in zijn carrière Nederlands kampioen tijdrijden. In 2012 won hij de Ronde van Denemarken. Dankzij zijn ritwinst in de vijfde etappe, een individuele tijdrit, pakte hij de koppositie in het algemeen klassement en die stond hij in de afsluitende zesde etappe niet meer af.
In 2013 won Westra de eerste etappe in de Ronde van Californië, nadat hij in de slotfase met Francisco Mancebo was ontsnapt. In Winsum prolongeerde hij zijn nationale titel op de individuele tijdrit. Tijdens de Ronde van Frankrijk haalde hij Parijs, maar moest op minder dan veertig kilometer van de eindstreep opgeven, omdat hij door ziekte het peloton niet meer kon volgen.
Na de ondergang van Vacansoleil-DCM maakte Westra bekend dat hij het seizoen 2014 in dienst van Astana zou afwerken. Bij Astana boekte hij twee ritzeges in het voorjaar, de afsluitende rit in de Ronde van Catalonië en de koninginnenrit in het Critérium du Dauphiné.
In de Ronde van Frankrijk van 2014 was hij belangrijk voor de Tourzege van Vincenzo Nibali.
Eind maart 2016 wist Westra na een kleine twee jaar zonder zeges, in de Driedaagse van De Panne-Koksijde het eindklassement te winnen door in de afsluitende tijdrit de Noor Alexander Kristoff uit de leiderstrui te rijden. Hij tekende in november 2016 nog een contract bij Wanty-Groupe Gobert, maar besloot in januari 2017 om per direct te stoppen met wielrennen. Op 8 juli 2017 vertelde hij bij De Avondetappe dat depressies hieraan ten grondslag lagen.
In april 2018 bekende Westra in zijn boek Het Beest: het wielerleven van Lieuwe Westra, dat hij meerdere malen in zijn carrière cortisonen heeft gebruikt. 
Op 14 januari 2023 overleed Westra op 40-jarige leeftijd. Uit autopsie bleek dat Westra is overleden aan de gevolgen van een drugsverslaving.

## Palmares

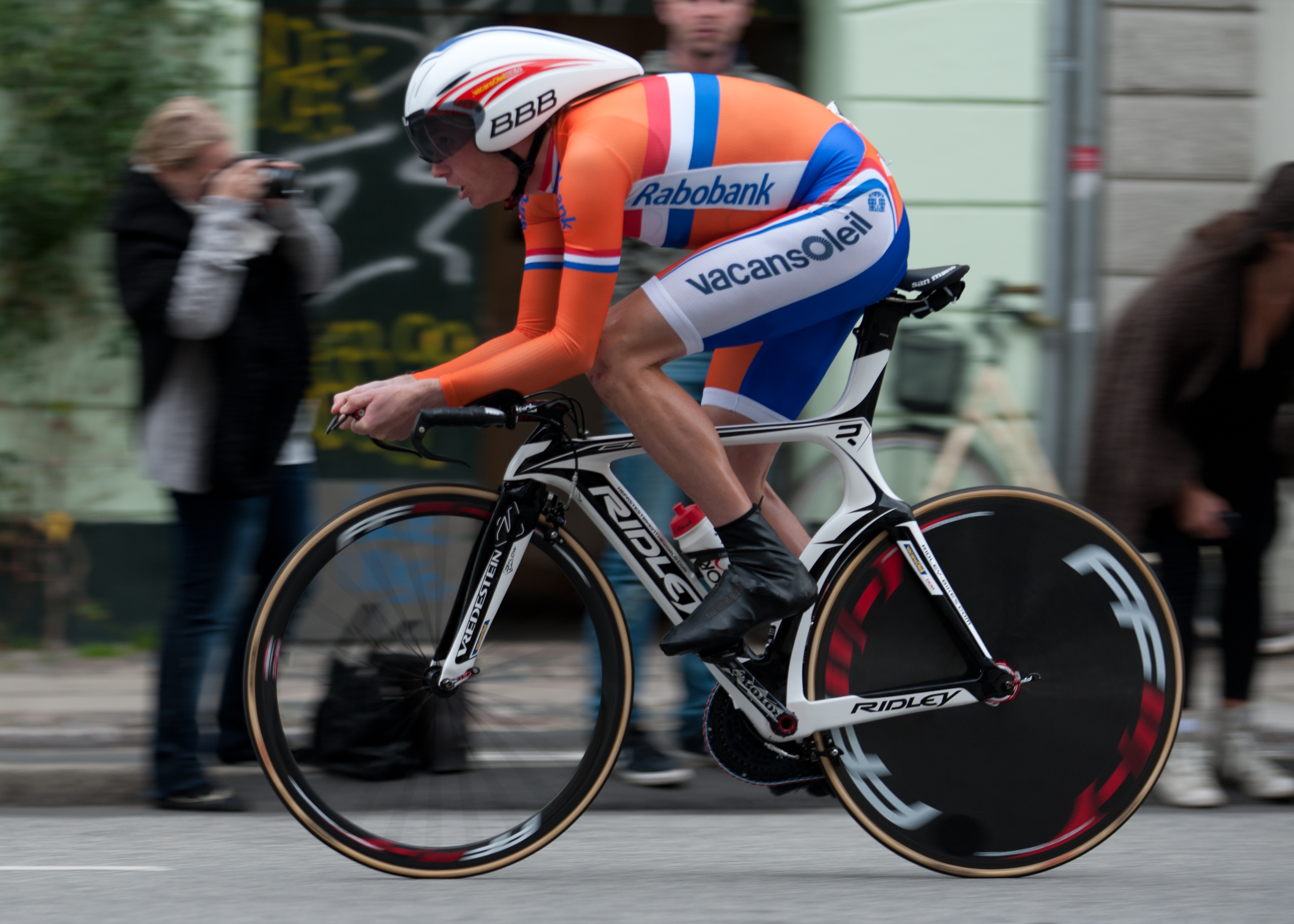
Lieuwe Westra tijdens de Wereldkampioenschappen wielrennen 2011 in Kopenhagen

### Overwinningen
2006
1e etappe Kalas Cup
2007
2e etappe OZ Wielerweekend
2008
Parel van de Veluwe
2e etappe Ronde van de Elzas
2009
Arno Wallaard Memorial
1e etappe Ronde van Picardië
Eindklassement Ronde van Picardië
2011
Classic Loire-Atlantique
Proloog Ronde van België
2012
5e etappe Parijs-Nice
 Nederlands kampioen tijdrijden, Elite
5e etappe Ronde van Denemarken (individuele tijdrit)
Eindklassement Ronde van Denemarken
2013
1e etappe Ronde van Californië
 Nederlands kampioen tijdrijden, Elite
2014
7e etappe Ronde van Catalonië
7e etappe Critérium du Dauphiné
2016
Eindklassement Driedaagse De Panne-Koksijde

### Resultaten in voornaamste wedstrijden
| Jaar | Ronde van Italië | Ronde van Frankrijk | Ronde van Spanje |
| ---- | ---------------- | ------------------- | ---------------- |
| 2009 |                  |                     | 87e              |
| 2010 |                  |                     |                  |
| 2011 |                  | 127e                |                  |
| 2012 |                  | opgave              |                  |
| 2013 |                  | opgave              | opgave           |
| 2014 |                  | 79e                 |                  |
| 2015 |                  | 77e                 |                  |
| 2016 |                  |                     |                  |

| Jaar | Gent-Wevelgem | Ronde van Vlaanderen | Parijs-Roubaix | Amstel Gold Race | Luik-Bast.‑Luik | Ronde van Lombardije | Waalse Pijl | E3 Harelbeke |  | Wereldranglijsten |
| ---- | ------------- | -------------------- | -------------- | ---------------- | --------------- | -------------------- | ----------- | ------------ |  | ----------------- |
| 2009 |               | 78e                  | opgave         |                  |                 | 92e                  |             | 30e          |  |                   |
| 2010 |               | 93e                  |                |                  |                 |                      |             | opgave       |  |                   |
| 2011 | 54e           |                      |                |                  |                 |                      | opgave      |              |  | 197e (UWT)        |
| 2012 | 110e          | opgave               |                | 130e             | opgave          |                      |             |              |  | 55e (UWT)         |
| 2013 |               |                      |                |                  |                 |                      | 107e        |              |  | 112e (UWT)        |
| 2014 |               |                      |                | 61e              | 123e            |                      | 64e         |              |  | 120e (UWT)        |
| 2015 |               |                      | opgave         |                  | opgave          |                      | 112e        |              |  | 176e (UWT)        |
| 2016 |               | opgave               | 113e           |                  |                 |                      | opgave      | 70e          |  |                   |

### Resultaten in kleinere rondes
| Jaar | Tour Down Under | Parijs-Nice | Tirreno-Adriatico | Ronde van Catalonië | Ronde van het Baskenland | Ronde van Romandië | Critérium du Dauphiné | Ronde van Zwitserland | Eneco Tour | Ronde van Peking |
| ---- | --------------- | ----------- | ----------------- | ------------------- | ------------------------ | ------------------ | --------------------- | --------------------- | ---------- | ---------------- |
| 2009 |                 |             | 77e               |                     |                          |                    |                       |                       |            |                  |
| 2010 |                 |             |                   |                     |                          |                    |                       | 109e                  | opgave     |                  |
| 2011 |                 | opgave      |                   |                     |                          | 22e                | 111e                  |                       | opgave     | 114e             |
| 2012 |                 | ↑ (1)       |                   |                     |                          | opgave             | 71e                   |                       | opgave     |                  |
| 2013 |                 | 8e          |                   |                     |                          | 15e                | opgave                |                       | opgave     |                  |
| 2014 | 83e             | 58e         |                   | 55e (1)             | opgave                   | opgave             | 29e (1)               |                       |            |                  |
| 2015 | 48e             |             | opgave            |                     | opgave                   | opgave             | 48e                   |                       | opgave     |                  |
| 2016 | 48e             | 15e         |                   |                     |                          | 114e               |                       | opgave                |            |                  |

(*) tussen haakjes aantal individuele etappe-overwinningen

## Ploegen
- 2006 –  KrolStonE Continental Team
- 2007 –  KrolStonE Continental Team
- 2008 –  KrolStonE Continental Team
- 2009 –  Vacansoleil Pro Cycling Team
- 2010 –  Vacansoleil Pro Cycling Team
- 2011 –  Vacansoleil-DCM Pro Cycling Team
- 2012 –  Vacansoleil-DCM Pro Cycling Team
- 2013 –  Vacansoleil-DCM Pro Cycling Team
- 2014 –  Astana Pro Team
- 2015 –  Astana Pro Team
- 2016 –  Astana Pro Team
- 2017 –  Wanty-Groupe Gobert